# Doctrina compendiosa
La Doctrina Compendiosa es una obra de temática política y social atribuida a Francesc Eiximenis y escrita en catalán en Valencia entre finales del siglo XIV y principios del siglo XV. El padre capuchino Martí de Barcelona la editó en 1929.

## Contenido y estructura
El libro tiene la forma de diálogo, en que un grupo de ciudadanos de Valencia le hace una serie de preguntas a un franciscano sobre temas sociales y políticos, e incluso de moral y religión. El fraile estructura el diálogo en dos partes. La primera, de veinte capítulos, es más bien de carácter moral. La segunda, de otros veinte capítulos, es de temas prácticos, sobre todo de carácter social y político. Y acaba con una conclusión final.

## Argumentos contra la autoría eiximeniana
Diversos estudios, no obstante, de Jaume Riera Sans y Curt Wittlin han determinado que Eiximenis no fue el autor de este libro. 
Los argumentos principales serían los siguientes:
- Eiximenis no escribió ninguna otra obra en forma dialogada.
- Seis de los nueve manuscritos conservados no llevan el nombre del autor.
- El autor de esta obra no se remite a otras obras de Eiximenis, como él mismo solía hacer en sus obras.
- Hay relativamente pocas citas bíblicas y de los Santos Padres y Doctores de la Iglesia.
- La manera de citar en latín en esta obra es totalmente diferente al resto de obras eiximenianas.

## Posible autor
Curt Wittlin sugiere que el autor de esta obra podría ser Ramon Soler, jurista, ciudadano importante de la ciudad de Valencia y muy amigo de Francesc Eiximenis en vida. Sería esta obra, pues, una especie de recordatorio de las doctrinas eiximenianas, ya que este libro tiene muchos paralelismos con el pensamiento sociopolítico eiximeniano y con las obras donde más trata de esta temática, como el Regiment de la cosa pública. 
Además C. Wittlin ha encontrado mucha influencia de las obras del jurista medieval Albertano de Brescia, lo cual apoyaría la teoría de que el autor era un jurista, como Ramon Soler.